# Obroatis rhodocraspis
Obroatis rhodocraspis är en fjärilsart som beskrevs av George Francis Hampson 1924. Obroatis rhodocraspis ingår i släktet Obroatis och familjen nattflyn. Inga underarter finns listade i Catalogue of Life.